# Solzjenitsynpriset
Solzjenitsynpriset (ryska: Солженицынская премия) är ett ryskt kulturpris instiftat 1997 av Aleksandr Solzjenitsyn. Det delas ut för skildringar av ryska samhällsproblem som ska vara präglade av moral, känsla för det tragiska och en konsekvent sanningssträvan.

## Mottagare
- 1998 — Vladimir Toporov
- 1999 — Inna Lisnianskaja
- 2000 — Valentin Rasputin
- 2001 — Konstantin Vorobiev (postumt), Jevgenij Nosov
- 2002 — Aleksandr Panarin, Leonid Borodin
- 2003 — Olga Sedakova, Jurij Kublanovskij
- 2004 — Vladimir Bortko, Jevgenij Mironov
- 2005 — Igor Zolotusskij
- 2006 — Alexej Varlamov
- 2007 — Sergej Botjarov, Andrej Zaliznjak
- 2008 — Boris Ekimov
- 2009 — Viktor Astafjev (postumt)
- 2010 — Valentin Janin
- 2011 — Jelena Tjukovskaja
- 2012 — Oleg Pavlov
- 2013 — Maxim Amelin
- 2014 — Irina Podnjanskaja
- 2015 — Sergej Zjenovatj
- 2016 — Grigorij Kruzjkov
- 2017 — Vladimir Enisherlov (ru: Енишерлов, Владимир Петрович)
- 2018 — Sergej Ljubajev (ru: Любаев, Сергей Викторович), Viktor Britvin (ru: Бритвин, Виктор Глебович)
- 2019 — Evgenij Vodolazkin (ru: Водолазкин, Евгений Германович)
- 2020 — Natalja Mikhajlova (ru: Михайлова, Наталья Ивановна)